# 1936 في كندا

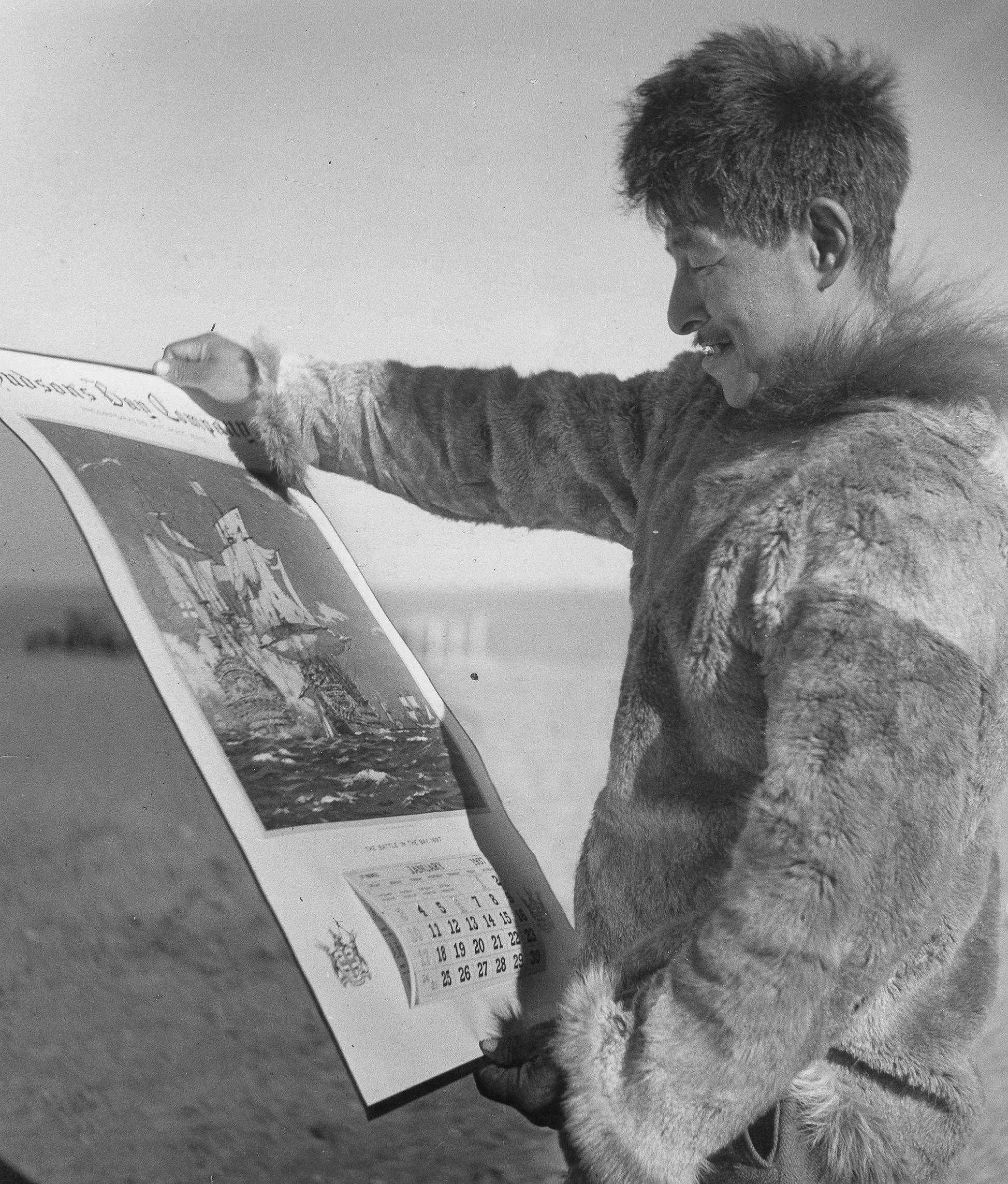
رجل إنويت مجهول الهوية ينظر إلى تقويم شركة خليج هدسون لعام 1937. 1936.

فيما يلي قوائم الأحداث التي وقعت خلال عام 1936 في كندا.

## سياسة

### تعيين في المنصب
- 20 يناير – إدوارد الثامن ملك المملكة المتحدة عاهل كندا  [لغات أخرى]‏.
- 11 ديسمبر – جورج السادس ملك المملكة المتحدة عاهل كندا  [لغات أخرى]‏.

### انتهاء فترة المنصب
- 20 يناير – جورج الخامس ملك المملكة المتحدة عاهل كندا  [لغات أخرى]‏.
- 11 ديسمبر – إدوارد الثامن ملك المملكة المتحدة عاهل كندا  [لغات أخرى]‏.

## مواليد

### مارس
- 24 مارس – ديفيد سوزوكي عالم وراثة كندي.

### مايو
- 31 مايو – تشارلز توماس ضابط بحري كندي.

## وفيات

### ديسمبر
- 9 ديسمبر – لوتي بيكفورد (مواليد 1893) ممثلة كندية.